# Atengo
Atengo – niewielka miejscowość w zachodniej części meksykańskiego stanu Jalisco w regionie Sierra de Amula, położone około 100 km na południowy zachód od stolicy stanu - Guadalajary. Jest siedzibą władz gminy Atengo. Miejscowość w 2010 r. zamieszkiwało 1616 osób, natomiast ludność całej gminy liczyła 5400 osób. Klimat Atengo jest subtropikalny, według klasyfikacji Wladimira Köppena, należy do umiarkowanie ciepłych (Cwa), z łagodnym, umiarkowanie wilgotnym latem i suchą zimą.